# Matt O'Connor
Matt O'Connor (* 1967, Manchester) je britský aktivista za práva otců a zakladatel skupiny Fathers 4 Justice.
V roce 2008 kandidoval za stranu English Democrats na post londýnského starosty a zároveň byl na posledním místě kandidátky do Londýnského shromáždění. Krátce před volbami stáhl svou kandidaturu vzhledem k neshodám s vedením strany o průběhu kampaně. Jeho jméno však zůstalo na hlasovacích lístcích a hlasovalo pro něj 0,44% voličů svým prvním preferenčním hlasem.